# Оплакування Христа з донатором і св. Карло Борромео
Оплакування Христа з донатором і св. Карло Борромео (англ. Lamentation)— релігійний образ з портретами донатора і Карло Борромео, котрий створив лотаринзький художник Жак Белланж.

## Історія придбання
Наприкінці 1960-х років у закупівельну комісію музею Ермітаж звернувся мешканець міста Таллін з пропозицією придбати у нього картину «Оплакування Христа». За припущеннями це був твір іспанського художника Франсіско Рібальта (1565-1628) . 
В музейній збірці не так багато картин зламу 16-17 століть. Твір (можливо пензля іспанського художника, рідкісний за межами Іспанії) був бажаним придбанням, але слід було переконатися, що він оригінал Рібальти, а не пізня копія і якщо копія, то саме з твору якого художника - з Іспанії ? з Фландрії ?
Дослідники з Ермітажу запросили фото картини. Композиція картини була творчою, незвичною трактовкою «Оплакування», доволі розповсюдженим сюжетом для західноєвропейського мистецтва 16-18 століть. Але всіх особливостей картини фото не передавало і за проханням співпрацівників музею картину привезли з Талліна. 
Вона не була натягнутою на підрамник, як то звично для живопису, а скрученою у сувій. Її поверхня була забруднена і це лише збільшувало темряву на тлі сумного сюжету. Можливо, картина колись утримувалась у храмі і перед нею тепліли свічі як перед іконою. Вже перші розчистки довели, що картина належить старому майстру і навіть якщо це копія, то копія давнини. Твір був придбаний 1967 року до збірок Ермітажу і переданий на реставрацію .
Реставрувати новопридбану картину довірили реставратору вищої кваліфікації Чижовій Тетяні Дмитрівні. Були зняті поверхневий бруд і шари старого лаку. Відкрилась оригінальна поверхня твору з її майстерністю і художньою вартістю. Автор був маньєристом, про що свідчила стилістика виконання фігур Богородиці і Христа, поданого у похиленій, трохи чудернацькій позі на якомусь столі чи помості, а не на колінах Марії, як то було звично для сюжетів пізнього середньовіччя. Реставрація лише збільшила художню значимість твору, адже картини маньєристів ніхто в Росії цілеспрямовано не купував.

## Атрибуція (розпізнання сюжету і автора)
Атрибуцію проводила мистецтвознвець Линник Ірина Володимирівна . Хоча вона фахівець з нідерландського живопису 16-18 століть, дослідження різних картин виводило її за межі Фландрії чи Голландії і приводило то до італійця з провінційного мистецького центру, то до призабутого нідерландського майстра. 
Перегляд матеріалів по іконографії сюжету вивів жінку-науковця на малюнок із подібною композицією. Малюнок належав призабутому лотаринському майстру зламу 16-17 століть Жаку Белланжу, франкомовному майстру, що рахувався придворним художником герцога Лотарингії. Малюнок зберігався у музеї витончених мистецтв міста Діжон, Франція.
Жаку Белланж не належав до престижних майстрів як Ніколя Пуссен чи інший лотарингець Клод Лоррен, хоча його праця при дворі герцога була покажчиком визнання його майстерності. З історичних джерел знайшли, що авторитет у Жана Белланжа був високим, а його твори вважали значущими вже в 17 столітті. Бурхливі події 17 століття і війни на території Лотарингії настільки спустошили край, що були втрачені значні людські і художні ресурси. Від історичних негараздів  постраждали картини і скульптури у храмах і приватних збірках, що стало перепоною для відновлення історії мистецтв  Лотарингії, а творчість таких лотаринзьких майстрів, як Жорж де Латур чи Жак Белланж відома далеко не у повному обсязі. Так, більшість картин Жака Белланжа була знищена. Серед одиниць випадково збережених творів Белланжа і була картина «Оплакування Христа».

## Опис твору
На видовженому полотні подано сцену оплакування Христа. Подія відбувається ввечері або вночі і не на Голгофі, а у якомусь приміщенні. Христос розташований чи то на столі, чи то на помості у складній, дещо чудернацькій позі. Богородиця пристрасно молиться і підняла очі до неба. Навколо померло клопочуть якісь чоловіки, ідентифікувати яких важко (апостли ? слуги ?). Слугою є й молодик, що утримує товсту свічку, мерехтливе світло котрої так несподівано висвітлює руки і обличчя персонажів.
Праворуч від постаті Христа у молитовній позі подано особу у кардинальському вбранні. В особі розпізнали Карло Борромео. На плечі кардинала поклав руку донатор, можливий замовник релігійного образу, покровителем котрого і був Карло Борромео. Розшуки довели, що ним міг бути тодішній володар краю - Карл Лотаринзький, а в картині поданий його прижиттєвий портрет. Твір також свідчив, що Жак Белланж створював не тільки біблійні картини, а й був непоганим портретистом, як і більшість маньєристів, його сучасників.  Тобто, картина ідейно розпадається на дві частини : вигадану (сцену з біблійними персонажами) та реалістичну. Свідченням останнього були реалістичні портрети Карла Лотаринзького та його небесного покровителя Карло Борромео.